# Marissa Nadler
 (juillet 2017).
Si vous disposez d'ouvrages ou d'articles de référence ou si vous connaissez des sites web de qualité traitant du thème abordé ici, merci de compléter l'article en donnant les références utiles à sa vérifiabilité et en les liant à la section « Notes et références ».
Pour les articles homonymes, voir Marissa et Nadler.
Marissa Nadler est une chanteuse folk américaine née le 5 avril 1981 à Washington.

## Biographie
Issue d'une famille d'artistes (son frère était écrivain et guitariste, et sa mère clairvoyante), elle a étudié l'illustration et la peinture à l'École de design de Rhode Island avant de se tourner vers la musique. Elle continue cependant de pratiquer la peinture en parallèle de sa carrière de musicienne, et a notamment dessiné elle-même les pochettes de certains de ses albums.
Nadler est souvent considérée comme faisant partie du mouvement New Weird America, du fait de ses chansons étranges et mélancoliques, encore que classiques. Sa voix - souvent perdue dans de la réverbération ou de l'écho - a été comparée à celles d'artistes variés comme Hope Sandoval, Sandy Denny, Vashti Bunyan, Neko Case, Kate Bush ou encore Lana Del Rey. Son jeu de guitare a lui été comparé à celui de John Fahey et Basho (en). Elle est souvent classée parmi les artistes du récent revival folk, encore que de nombreux critiques notent une influence plus traditionnelle et plus ancienne, dans la tradition americana.
Nadler est souvent décrite comme une chanteuse de ballades aux thèmes « gothique américain ». Ses chansons font souvent appel à un temps imaginaire et idéal, avec une galerie de personnages de sa propre création. Ses liens avec le gothique américain se vérifient aussi avec "Annabelle Lee", la dernière chanson de son premier album, Ballads of Living and Dying, qui met en musique le poème d'Edgar Allan Poe.
Ses chansons se fondent sur sa guitare à 12 cordes et sa voix de mezzo-soprano, souvent accompagnée d'une variété d'instruments, du banjo au tin whistle. « Mes influences principales pour l'écriture des chansons sont Leonard Cohen, Nina Simone, et Joni Mitchell » a déclaré Nadler. « Musicalement, j'aime beaucoup les Pink Floyd, The Poppy Family, et tout ce qui est folk planant ou space rock. ». Nadler se décrit elle-même comme timide, dépressive et solitaire, mais explique que la musique est une forme de thérapie qui lui permet de se libérer de ses émotions négatives,.
Elle est la sœur de l’écrivain Stuart Nadler.
Après des débuts relativement confidentiels, son sixième album July sorti en 2014 lui apporte une certaine notoriété, renouvelée avec la sortie de son album Strangers en 2016. Son album suivant, For My Crimes, sorti en 2018 reçoit des critiques très positives,,,.
En 2019, elle sort un album intitulé Droneflower en collaboration avec le musicien metal Stephen Brodsky (en). 

## Discographie

### Albums studio
- 2004 - Ballads of Living and Dying
- 2005 - The Saga of Mayflower May
- 2007 - Songs III: Bird on the Water
- 2009 - Little Hells
- 2011 - Marissa Nadler
- 2012 - The Sister
- 2014 - July
- 2016 - Strangers
- 2018 - For My Crimes
- 2019 - Droneflower (Marissa Nadler &  Stephen Brodsky)
- 2020 - Instead of Dreaming
- 2021 - The Path of the Clouds
- 2025 - New Radiations

### EP et démos
- 2005 - Four Track Recordings, Outtakes
- 2006 - Diamond Heart/Leather Made Shoes
- 2007 - Diamond Heart
- 2007 - Ivy and the Clovers

### Compilations
- 2017 - Leave The Light On: Bedroom Recordings